# Estação Mairie de Saint-Ouen
Mairie de Saint-Ouen é uma estação das linhas 13 e 14 do Metrô de Paris, localizada no território da comuna de Saint-Ouen, no departamento de Seine-Saint-Denis.

## Localização
A estação da linha 13 está localizada sob a place de la République, no cruzamento da avenue Gabriel-Péri, boulevard Victor-Hugo e boulevard Jean-Jaurès. A da linha 14 se situa um pouco mais ao norte, na interseção do boulevard Jean-Jaurès, da rue du Docteur-Bauer e da rue Albert-Dhalenne.

## História
A estação foi aberta em 30 de junho de 1952 durante a extensão de Porte de Saint-Ouen a Carrefour Pleyel.
Em 2016, de acordo com estimativas da RATP, a frequência anual da estação era de 4 143 606 passageiros o que a coloca na 117a posição das estações de metrô por sua frequência.

## Serviços de passageiros

### Acessos
A estação tem três entradas na place de la République, que convergem para a bilheteria:
- Acesso 1 : avenue Gabriel-Péri;
- Acesso 2 : boulevard Victor-Hugo;
- Acesso 3 : boulevard Jean-Jaurès.

O acesso é completado por uma escada rolante que vai diretamente da plataforma para Saint-Denis à estrada.
Quando a linha 14 for aberta, dois outros pontos de acesso estarão situados no Boulevard Jean-Jaurès, em cada lado da Rue Albert-Dhalenne. Estes dois acessos serão no rés-do-chão dos edifícios que serão erguidos acima.

### Plataformas

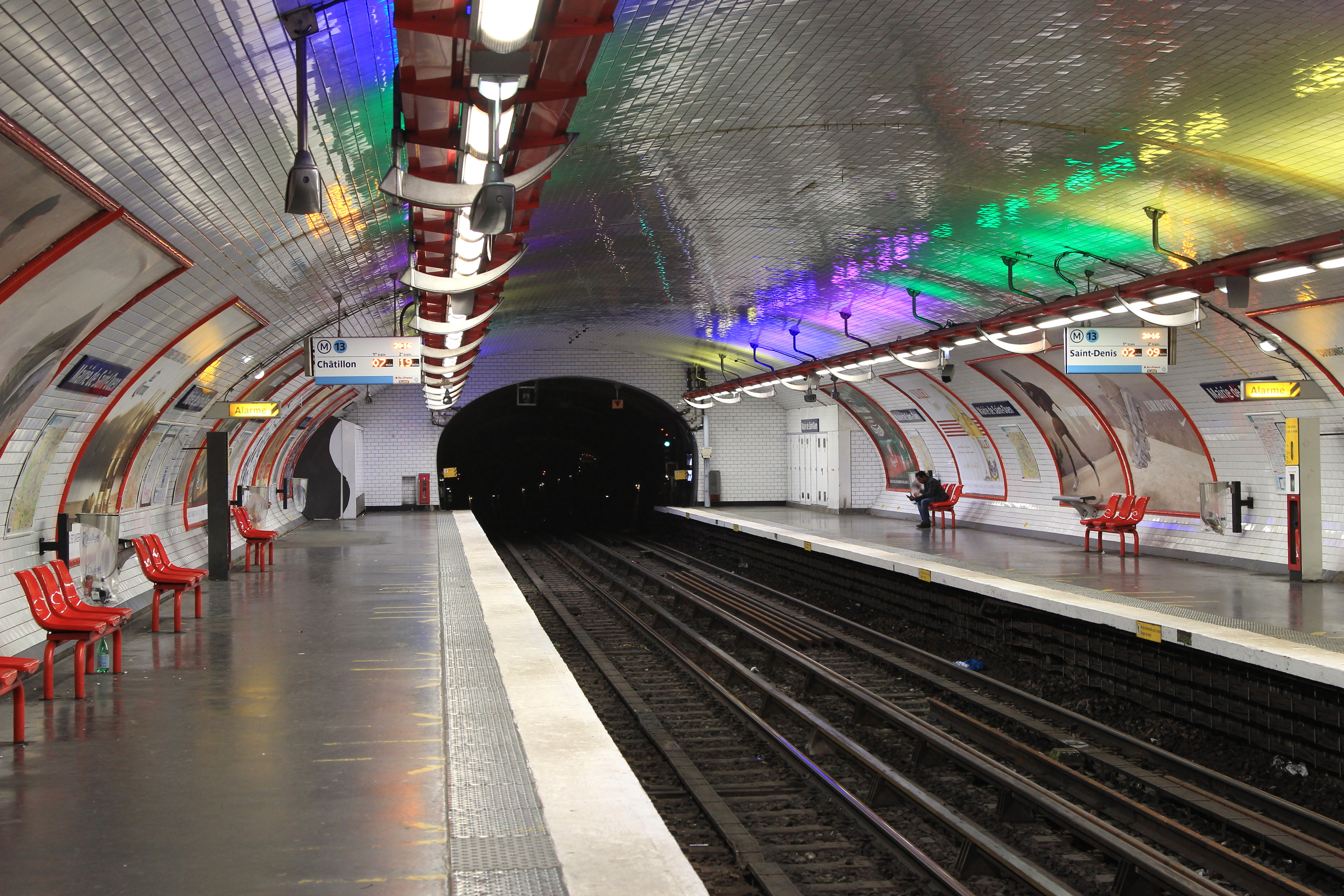
Plataformas vistas na direção de Saint-Denis.

Mairie de Saint-Ouen é uma estação de configuração padrão: ela possui duas plataformas laterais separadas pelas vias do metrô e a abóbada é elíptica. A decoração é do estilo "Ouï-dire" de cor vermelha: a faixa de iluminação, da mesma cor, é sustentada por suportes curvos em forma de foice. A iluminação direta é branca enquanto que a iluminação indireta, projetada na abóbada, é multicolorida. As telhas em cerâmica brancas são planos e cobrem os pilares, a abóbada e os tímpanos . As molduras publicitárias são vermelhas e cilíndricas e o nome da emissora está escrito em fonte Parisine em placas de esmalte. As plataformas são equipadas com assentos do estilo "Motte" de cor vermelha.

### Intermodalidade
A estação é servida pelas linhas 66, 85, 137, 166, 173, 237, 274 e pelo serviço urbano L'Audonienne da rede de ônibus RATP e, à noite, pelas linhas N14 e N44 da rede Noctilien.

## Projetos

### Linha 14
No final de 2020, a linha 14 deve ser estendida em quilômetro  de Saint-Lazare até a estação. Será então a primeira conexão entre duas linhas de metrô de Paris fora da capital. A realização da estação Mairie de Saint-Ouen foi confiada ao Bouygues TP, Solétanche Bachy France, túnel Solétanche Bachy e consórcio CSM Bessac.
A estação terá uma área útil de metro, comprimento de metro e largura de metro. Suas plataformas serão situadas a uma profundidade de 21 metros. Ela será realizada "em vala a céu aberto e coberta". Posteriormente, em 2024, a linha 14 será estendida a Saint-Denis Pleyel.
Os trabalhos estruturais começaram em abril de 2015.
A estação foi aberta em meados de dezembro de 2020.

### Linha 4
A extensão norte da linha 4 para as Docas de Saint-Ouen passando por Mairie de Saint-Ouen foi incluída na fase 1 (horizonte 2007-2013) do Plano diretor da Île-de-France (SDRIF), aprovado por deliberação do Conselho Regional da Ilha de França em 25 de setembro de 2008. Mas isso não foi objeto de nenhum estudo detalhado, nem de um plano de financiamento e não está incluído na versão do plano diretor para 2030 que foi aprovado em dezembro de 2030.

## Pontos turísticos
- Prefeitura de Saint-Ouen-sur-Seine
- Alstom Transport, sede social
- Hôtel des impôts de Saint-Ouen-sur-Seine
- Conselho Regional da Ilha de França
- Grand Parc des Docks de Saint-Ouen